# Sonnersbach
Der Sonnersbach ist ein linker Zufluss des Steinbach in Oberbayern.
Der Sonnersbach entsteht aus mehreren Gräben an den Nordhängen des Schlagkopfes. Er fließt nordwärts an der Sonnersbachalm (947 m) vorbei und mündet auf 814 m in den Steinbach.